# Anselmo Fuerte
Fuerte  Abelenda est un nom espagnol. Le premier nom de famille, en général paternel, est Fuerte ; le second, en général maternel, souvent omis, est Abelenda.
Anselmo Fuerte Abelenda est un ancien coureur cycliste espagnol, né le 27 janvier 1962 à Madrid. 
Il devient professionnel en 1985 et le reste jusqu'en 1993. Il y remporte 4 victoires individuelles. Il se classe troisième du Tour d'Espagne en 1988 et en 1990.

## Biographie
Sur le Tour de France 1987, il termine deuxième de deux étapes de montagne consécutives. À l'arrivée de la 20e étape à l'Alpe d'Huez, il termine derrière son coéquipier Federico Echave, et le lendemain à La Plagne, il est battu au terme d'un sprint rageur par Laurent Fignon. Il sera aussi deuxième du Grand Prix de la montagne.
Il frôle la victoire finale lors du Tour d'Espagne 1988, seulement distancé par l'Irlandais Sean Kelly et l'Allemand de l'Ouest, Reimund Dietzen lors du contre-la-montre se terminant à Villalba à quarante huit heures de l'arrivée alors qu'il portait le maillot amarillo de leader depuis trois jours.
Lors du Tour de France 1989, seul Miguel Indurain le devance à l'arrivée de la neuvième étape à Cauterets.

## Palmarès

### Amateur
- 1984
  - Tour de la communauté de Madrid

### Professionnel
| - 1985 - 4eb étape du Tour de Murcie (contre-la-montre par équipes) - 1986 - 4e étape du Tour du Pays basque - 3e du Tour de Burgos - 4e du Tour de Catalogne - 9e du Tour d'Espagne - 1987 - Classement général du Tour d'Aragon - Tour des Trois Cantons : - Classement général - 1re étape - 3e du Tour des Asturies - 7e du Tour d'Espagne - 8e du Tour de France | - 1988 - 2e étape du Tour d'Espagne (contre-la-montre par équipes) - 2e de la Semaine catalane - 3e du Tour d'Espagne - 1990 - 3e du Tour d'Espagne - 1991 - 2eb étape du Tour d'Espagne (contre-la-montre par équipes) - 2e de la Semaine catalane - 1992 - 1re étape du Tour d'Andalousie (contre-la-montre par équipes) |  |

## Résultats sur les grands tours

### Tour de France
7 participations
- 1985 : 109e
- 1986 : 31e
- 1987 : 8e
- 1988 : abandon (12e étape)
- 1989 : 26e
- 1990 : 24e
- 1991 : 37e

### Tour d'Espagne
8 participations
- 1986 : 9e
- 1987 : 7e
- 1988 : 3e, vainqueur de la 2e étape (contre-la-montre par équipes),  maillot amarillo pendant 4 jours
- 1989 : abandon (17e étape)
- 1990 : 3e
- 1991 : abandon (20e étape), vainqueur de la 2eb étape (contre-la-montre par équipes),  maillot amarillo pendant 1 jour (2 demi-étapes)
- 1992 : abandon (9e étape)
- 1993 : 45e

### Tour d'Italie
2 participations
- 1985 : abandon (3e étape)
- 1992 : 42e